# 삼호로 (울산)
삼호로(Samho-ro)는 울산광역시 남구 무거동 울산 나들목(신복로터리)과 와와교차로를 잇는 울산광역시의 도로이다.

## 주요 경유지
울산광역시
- 남구 (무거동)

## 노선
| 이름                      | 접속 노선                          | 소재지     | 소재지 | 비고 |
| ------------------------- | ---------------------------------- | ---------- | ------ | ---- |
| 울산 나들목 (신복 교차로) | 국도 제7호선 (대학로) 북부순환도로 | 울산광역시 | 남구   |      |
| 삼호5교                   |                                    | 울산광역시 | 남구   |      |
| 삼호중학교사거리          | 삼호로37번길 삼호로38번길          | 울산광역시 | 남구   |      |
| 삼호아파트앞교차로        | 삼호로48번길                       | 울산광역시 | 남구   |      |
| 삼호주공앞교차로          |                                    | 울산광역시 | 남구   |      |
| 시영아파트앞교차로        | 어은로                             | 울산광역시 | 남구   |      |
| 삼호주공후문삼거리        | 삼호로103번길                      | 울산광역시 | 남구   |      |
| 눌재삼거리                | 눌재로                             | 울산광역시 | 남구   |      |
| 정광사사거리              | 정광로                             | 울산광역시 | 남구   |      |
| 와와교차로                | 남산로                             | 울산광역시 | 남구   |      |
| 남산로와 직결             |                                    |            |        |      |

## 주요 건물및 시설
- 삼호동행정복지센터 (울산광역시 남구 삼호동 삼호로 15)
- GS25 무거삼호점 (울산광역시 남구 삼호동 삼호로 24)
- 울산무거동우체국 (울산광역시 남구 삼호동 삼호로 71)